# Fluoruro d'ammonio
Il fluoruro d'ammonio è il sale di ammonio dell'acido fluoridrico, avente formula NH4F.
A temperatura ambiente si presenta come un solido bianco dall'odore di ammoniaca. È un composto tossico.